# Santa Maria di Castello
Santa Maria di Castello este un complex religios și bisericesc din Genova, Italia. Administrat de mult timp de dominicani, este situat pe dealul Castello al orașului, unde în Evul Mediu a existat un castel fortificat al episcopului. Biserica este flancată de Turnul mare al Embriaciului.
Biserica, în stil romanic, a fost ridicată înainte de anul 900. Găzduiește numeroase opere de artă comandate de principalele familii nobile din Genova, realizate de artiști precum Francesco Maria Schiaffino, Lorenzo Fasolo, Alessandro Gherardini, Giuseppe Palmieri, Francesco Boccaccino, Pier Francesco Sacchi, Bernardo Castello, Aurelio Lomi și Tommaso Orsolino. Altarul principal este decorat de un grup statuar de marmură de la sfârșitul secolului al XVII-lea, în timp ce capela din stânga presbiteriului are o Santa Rosa da Lima realizată de Domenico Piola și o acoperitoare de marmură realizată de către Taddeo Carlone. A patra capela din culoarul stâng are o Madonna del Rosario făcută în atelierul lui Anton Maria Maragliano, în timp ce prima capelă are o pictură atribuită lui Giovanni Battista Paggi (începutul secolului al XVII-lea).
Baptisteriul are un altar poliptic realizat de maeștri lombarzi ai secolului al XV-lea. Portalul principal este în stil toscan (mijlocul secolului al XV-lea).
Loggia pe care o are a doua mănăstire conține fresce de sfinți, o Madonna și la etajul întâi, o Bună Vestire de Giusto d'Alemagna (1451). La etajul superior se află o statuie înfățișându-o pe sfânta Ecaterina de Alexandria și un tabernacol de marmură atribuit lui Domenico Gagini (secolul al XV-lea).

## Legături externe
- Site oficial